# GKM Grudziądz (1979)
GKM Grudziądz – polski klub żużlowy z Grudziądza działający w latach 1979–2002.

## Historyczne nazwy drużyny
| Lp. | Okres obowiązywania | Nazwa                           |
| --- | ------------------- | ------------------------------- |
| 1.  | 1979-1995           | GKM Grudziądz                   |
| 2.  | 1996-1997           | GKM Browary Bydgoskie Grudziądz |
| 3.  | 1998                | Kuntersztyn GKM Grudziądz       |
| 4.  | 1999                | Kuntersztyn Roleski Grudziądz   |
| 5.  | 2000-2001           | Kuntersztyn Quick-Mix Grudziądz |
| 6.  | 2002                | GKM Grudziądz                   |

## Historia
Odrodzenie żużla w Grudziądzu nastąpiło dzięki Stali Toruń. W 1976 Stal zaczęła startować w I lidze i wielu zawodników było jej niepotrzebnych. W Grudziądzu powstała Grudziądzka Sekcja Żużlowa, gdzie mogli oni kontynuować swoje kariery. W 1977 grudziądzka drużyna przystąpiła do drugoligowych rozgrywek, a jej trzon tworzyli Roman Kościecha, Bogdan Krzyżaniak i Eugeniusz Miastkowski. Po dwóch latach GSŻ usamodzielniła się i przekształciła w Grudziądzki Klub Motorowy.
Pomimo usamodzielnienia trzon grudziądzkiej drużyny nadal stanowiły rezerwy Stali Toruń. W 1983 GKM zajął 2. miejsce w II lidze i spotkał się w barażach z Polonią Bydgoszcz. Oba spotkania grudziądzanie przegrali i pozostali w II lidze. W 1995, gdy do Grudziądza trafili Adam Pawliczek i Henryk Bem, drużyna zajęła 2. miejsce w II lidze i po raz pierwszy w swojej historii awansowała do I ligi. Przed sezonem 1996 skład zespołu uzupełnili Paweł Staszek, Robert Dados oraz Amerykanin Billy Hamill. Mimo wzmocnienia grudziądzanie nie zdołali utrzymać się w I lidze. Starty w II lidze trwały tylko rok i już w 1998 GKM ponownie awansował do I ligi. W sezonie 1999 klub z Grudziądza uplasował się na 8. miejscu i spadł do niższej klasy rozgrywkowej, która po reorganizacji rozgrywek została nazwana I ligą. W sezonie 2000 grudziądzanie zajęli 2. miejsce w pierwszej lidze i spotkali się w barażach z Unią Leszno. Po porażkach w obu meczach barażowych grudziądzanie pozostali na zapleczu ekstraligi. Pomimo kryzysu finansowego w 2002 roku, GKM zdołał dokończyć sezon, jednak klub na skutek problemów finansowych zlikwidowano.
W grudniu 2002 powstało Grudziądzkie Towarzystwo Żużlowe. W sezonie 2003 drużyna, w której startowali byli zawodnicy GKM-u wsparci wychowankami Apatora Toruń rozpoczęła starty w II lidze.

## Poszczególne sezony
| Sezon | Rozgrywki ligowe | Rozgrywki ligowe | Rozgrywki ligowe | Uwagi                    |
| Sezon | Liga             | Liga             | Miejsce          | Uwagi                    |
| ----- | ---------------- | ---------------- | ---------------- | ------------------------ |
| 1979  | II               | II liga          | 7/8              |                          |
| 1980  | II               | II liga          | 5/8              |                          |
| 1981  | II               | II liga          | 3/7              |                          |
| 1982  | II               | II liga          | 6/7              |                          |
| 1983  | II               | II liga          | 2/8              | Przegrane baraże o awans |
| 1984  | II               | II liga          | 5/7              |                          |
| 1985  | II               | II liga          | 6/7              |                          |
| 1986  | II               | II liga          | 6/7              |                          |
| 1987  | II               | II liga          | 7/7              |                          |
| 1988  | II               | II liga          | 7/8              |                          |
| 1989  | II               | II liga          | 8/8              |                          |
| 1990  | II               | II liga          | 10/10            |                          |
| 1991  | II               | II liga          | 9/12             |                          |
| 1992  | II               | II liga          | 8/11             |                          |
| 1993  | II               | II liga          | 4/10             |                          |
| 1994  | II               | II liga          | 5/10             |                          |
| 1995  | II               | II liga          | 2/10             |                          |
| 1996  | I                | I liga           | 9/10             |                          |
| 1997  | II               | II liga          | 1/11             |                          |
| 1998  | I                | I liga           | 7/10             |                          |
| 1999  | I                | I liga           | 8/10             |                          |
| 2000  | II               | I liga           | 2/8              | Przegrane baraże o awans |
| 2001  | II               | I liga           | 6/8              |                          |
| 2002  | II               | I liga           | 8/8              |                          |

| Poziom ligowy | Liczba sezonów | Sezony                     |
| ------------- | -------------- | -------------------------- |
| I             | 3              | 1996, 1998–1999            |
| II            | 21             | 1979–1995, 1997, 2000–2002 |

## Osiągnięcia

### Krajowe
Poniższe zestawienia obejmują osiągnięcia klubu oraz indywidualne osiągnięcia zawodników w rozgrywkach pod egidą PZM oraz GKSŻ.

#### Mistrzostwa Polski
Młodzieżowe drużynowe mistrzostwa Polski
- 1. miejsce (1): 1997
- 2. miejsce (1): 1991
- 3. miejsce (1): 1998

Młodzieżowe indywidualne mistrzostwa Polski
- 1. miejsce (1):
  - 1998 – Robert Dados
- 2. miejsce (1):
  - 1983 – Roman Feld
- 3. miejsce (1):
  - 1995 – Piotr Markuszewski

### Międzynarodowe
Poniższe zestawienia obejmują osiągnięcia klubu oraz indywidualne osiągnięcia zawodników krajowych (w zawodach drużynowych, par i indywidualnych) i zagranicznych (w zawodach indywidualnych) w rozgrywkach pod egidą FIM oraz FIM Europe.

#### Mistrzostwa świata
Indywidualne mistrzostwa świata
- 1. miejsce (1):
  - 1996 –  Billy Hamill
- 2. miejsce (2):
  - 1997 –  Billy Hamill
  - 2000 –  Billy Hamill

Indywidualne mistrzostwa świata juniorów
- 1. miejsce (1):
  - 1998 –  Robert Dados
- 2. miejsce (1):
  - 1994 –  Rune Holta
- 3. miejsce (1):
  - 1998 –  Matej Ferjan